# Лазниця (Церкно)
Лазниця (словен. Laznica) — невелике поселення на пагорбах на північ від Церкно, Регіон Горішка, Словенія. Висота над рівнем моря: 541 м. 